# Tú con él
«Tú con él» es una canción de la banda uruguaya Los Iracundos, escrita por Eduardo Franco y producida por Luis «D'Artagnan» Sarmiento, incluida en el álbum homónimo Tú Con Él, lanzado en 1984. El tema también es conocido por la reinterpretación en salsa del cantante puertorriqueño Frankie Ruiz, y posteriormente por Rauw Alejandro.

## Créditos
- Eduardo Franco: Voz principal, letra y música.
- Luis D'Artagnan: Producción.
- Guitarra acústica: (Músico desconocido).
- Arreglos: Raúl Parentella.[1]

## Versión de Frankie Ruiz
En 1985, el aquél entonces emergente cantante puertorriqueño Frankie Ruiz decide reinterpretar esta canción, esta vez en estilo de salsa sensual, que en áquel entonces estaba surgiendo; contando con Carlos "Cuto" Soto para los arreglos. Gracias a esta canción, Frankie quedó convencido de que tenía el talento para poder llevar una carrera como solista, aunque esto no habría sido posible sin su madre, quien lo aconsejo y que además le contó que tenía contactos (promotores, compañías discográficas) que le podrían ayudar y así llevar a la cima su carrera, lo que lo llevo a publicar esta canción al igual que su álbum debut en el que vendría esta canción «Solista... Pero No Solo».

### Créditos
- Frankie Ruiz: Voz principal.
- Eduardo Franco: Letra y música.
- Frank Torres: Producción.
- Tony Moreno: Producción ejecutiva.
- Julio César Delgado: Mezcla, director musical.
- Jimmy Diaz: Mezcla, ingeniería de sonido.
- Arreglos: Carlos "Cuto" Soto. [3]
- Coros: Tito Gómez, Carlos "Cuto Soto", Hector "Pichie" Pérez, Jesús R. Torres y Mario Cora.
- Trombones: Jesús R. Torres, Carlos “Cuto” Soto y Antonio Vázquez.
- Trompetas: Angie Machado, Tommy Villarini y Héctor Rodríguez.
- Piano: Cesar Concepción y Mariano Morales. [5]
- Bajo eléctrico: Ruben López y Carlos Rondon.
- Conga: Jimmy Morales. [5]
- Bongó y güiro: Baby Serrano.
- Timbales: Gole Fernandez.
- Percusión menor: Héctor "Pichie" Pérez[5]

## Versión de Rauw Alejandro
En 2024, el cantante también puertorriqueño Rauw Alejandro, a modo de tributo a Frankie Ruiz, (el cual luego descubrió que era su primo lejano), realiza un cover de la canción basándose en la interpretación de este mismo, producida por Dimelo Ninow y Rauw (acreditado como "El Zorro"), y que fue incluida en su quinto álbum de estudio «Cosa Nuestra». 
Previamente Rauw, antes de lanzarla, ya había interpretado una versión de esta canción en vivo, la cuál fue viral en redes sociales. Posteriormente, cuando la canción ya había sido lanzada, Rauw recibió a un cúmulo de fans desde un balcón e interpretó esta canción delante de todos ellos.

### Créditos
- Rauw Alejandro: Voz principal
- Eduardo Franco: Letra y música
- Producción: Dimelo Ninow, El Zorro, Frank Torres
- Arreglos: Carlos "Cuto" Soto